# Segregace pohlaví v Saúdské Arábii

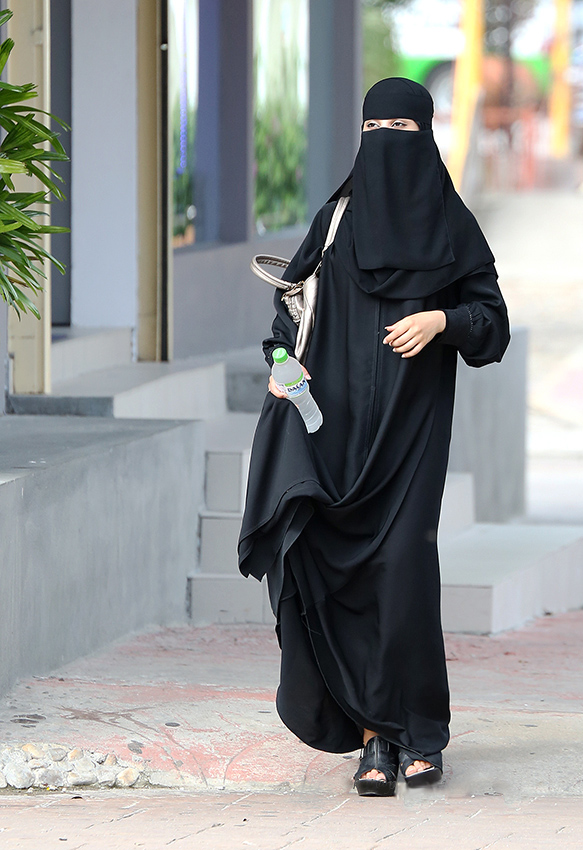
Žena v abáje a nikábu na vycházce (Saúdská Arábie, 2013)

Segregace jednotlivých pohlaví v Saúdské Arábii je nejpřísnější ze všech států na světě. Saúdská Arábie proslula například tím, že jako jediná země na světě zakazovala ženám řídit auto nebo nepovolovala ženám, aby žádaly o vydání pasu, cestovaly nebo vyřizovaly některé právní záležitosti bez souhlasu svého „zákonného zástupce“, tj. manžela nebo některého blízkého mužského příbuzného.
Život v saúdskoarabské společnosti je založen na důsledném oddělení světa mužů a žen. V restauracích a obchodech jsou oddělené vchody, místa a pokladny pro muže a ženy. I v soukromých domech bývají pro ně oddělené vchody a samozřejmé je i oddělení vnitřních obytných prostor. Stejně jsou rozdělena i místa v prostředcích veřejné dopravy a veřejná prostranství, jako jsou pláže, zábavní parky a sportoviště. Podobně, jako v některých dalších islámských zemích, jsou některé parky vyhrazeny pouze ženám. Na veřejnosti se má žena pohybovat pouze příslušně zahalená. Obvyklým oděvem žen v Saúdské Arábii je černá abája, zpravidla doplněná nikábem.
S ženami se mohou stýkat pouze členové rodiny, v islámu označovaní jako mahram (toto označení zahrnuje  přímé předky dané ženy a jejich sourozence, její potomky, její sourozence a potomky těchto sourozenců a rovněž obdobné příbuzné z manželovy strany). Pokud by se žena stýkala s někým, kdo nepatří do této skupiny, riskuje, že by mohla být obviněna z cizoložství, smilstva či prostituce. Na dodržování pravidel a morálky dohlížejí od roku 1976 členové Výboru pro podporu ctnosti a prevenci neřesti, zjednodušeně zvaného hai'a (komise), označovaného též jako islámská náboženská policie a pověřeného kontrolou dodržování islámské doktríny hisbah (prosazování tzv. dobrého a zakazování špatného v duchu právních norem šaría). V roce 2010 na veřejnou morálku v Saúdské Arábii dohlíželo kolem 3 500–4 000 členů zmíněné „policie“, s níž spolupracovaly tisíce dobrovolníků. Do tohoto dohledu bylo kromě toho zapojeno ještě dalších zhruba 10 000 administrativních pracovníků. Teprve na základě reforem, vyhlášených v roce 2016 korunním princem Muhammadem bin Salmánem, byly pravomoci Výboru pro podporu cnosti omezeny a perzekuce obyvatelstva poněkud zmírněny.

## Historie
V novodobé saúdskoarabské monarchii, založené v roce 1932, neexistovaly jednotné předpisy, určující roli žen ve společnosti, takže se tyto zvyklosti lišily podle jednotlivých regionů a měst. Pravidla, týkající se chování a oblékání žen, bývala dříve dokonce méně přísná. Ke změně došlo až v 80. letech 20. století v důsledku narůstajícího vlivu tzv. fundamentalistických, konzervativních islámských náboženských a politických hnutí na Blízkém východě.
Situace v Saúdské Arábii se začala pomalu měnit až v druhé dekádě 21. století. Teprve v roce 2011, čtyři roky před svou smrtí, král Abd Alláh bin Abd al-Azíz vyhlásil, že do královského poradního sboru Šury hodlá jmenovat i ženy, což ve společnosti vzbudilo značné pozdvižení. Volební právo získaly saúdské ženy až po roce 2015. K nastartování změn přispěla i skutečnost, že na základě vládních studijních programů byly desítky tisíc saúdskoarabských žen vyslány na studia v zahraničí.

## Muži a ženy v saúdskoarabské společnosti

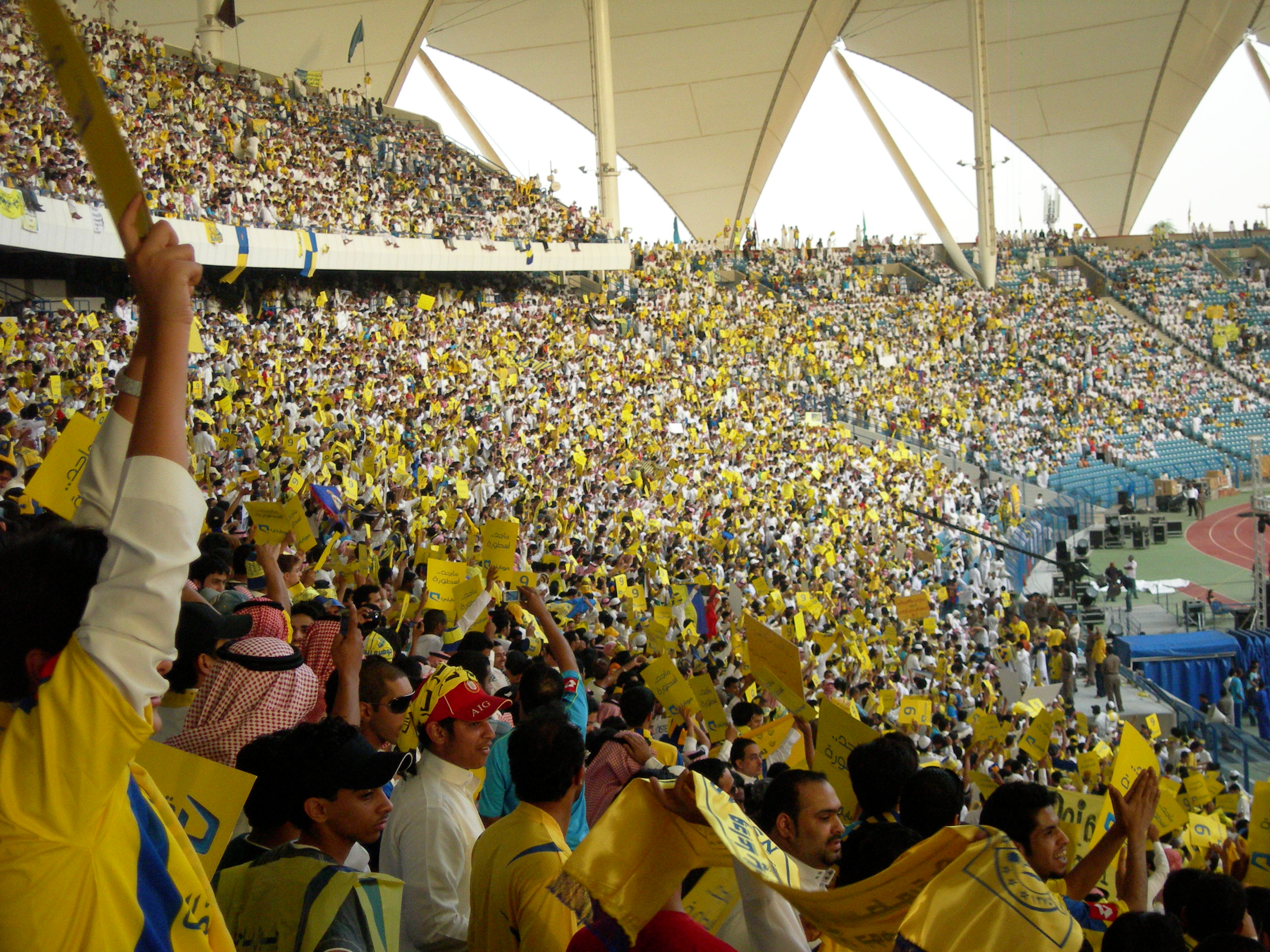
Diváci na stadionu krále Fahda v Rijádu
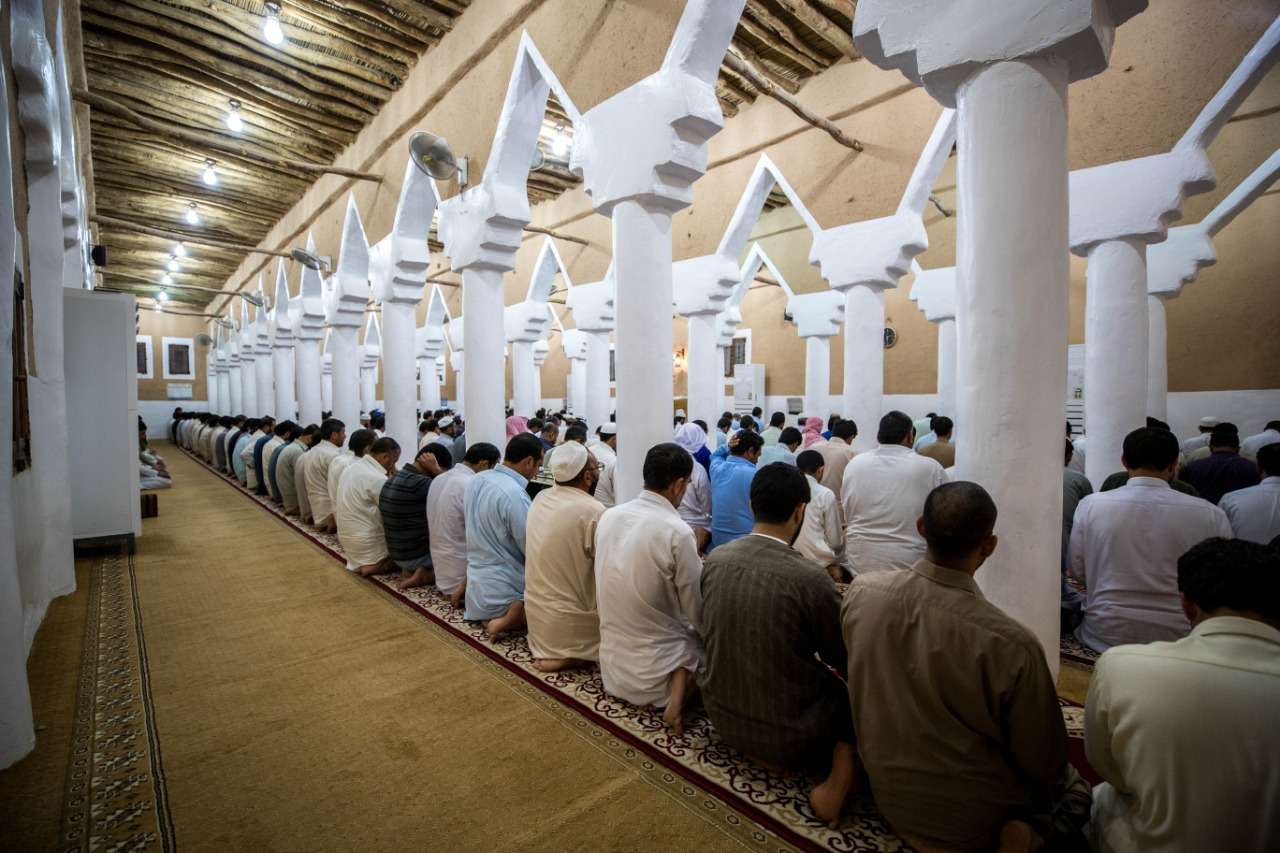
Muži v mešitě prince Mansúra bin Abdula Azize v Rijádu
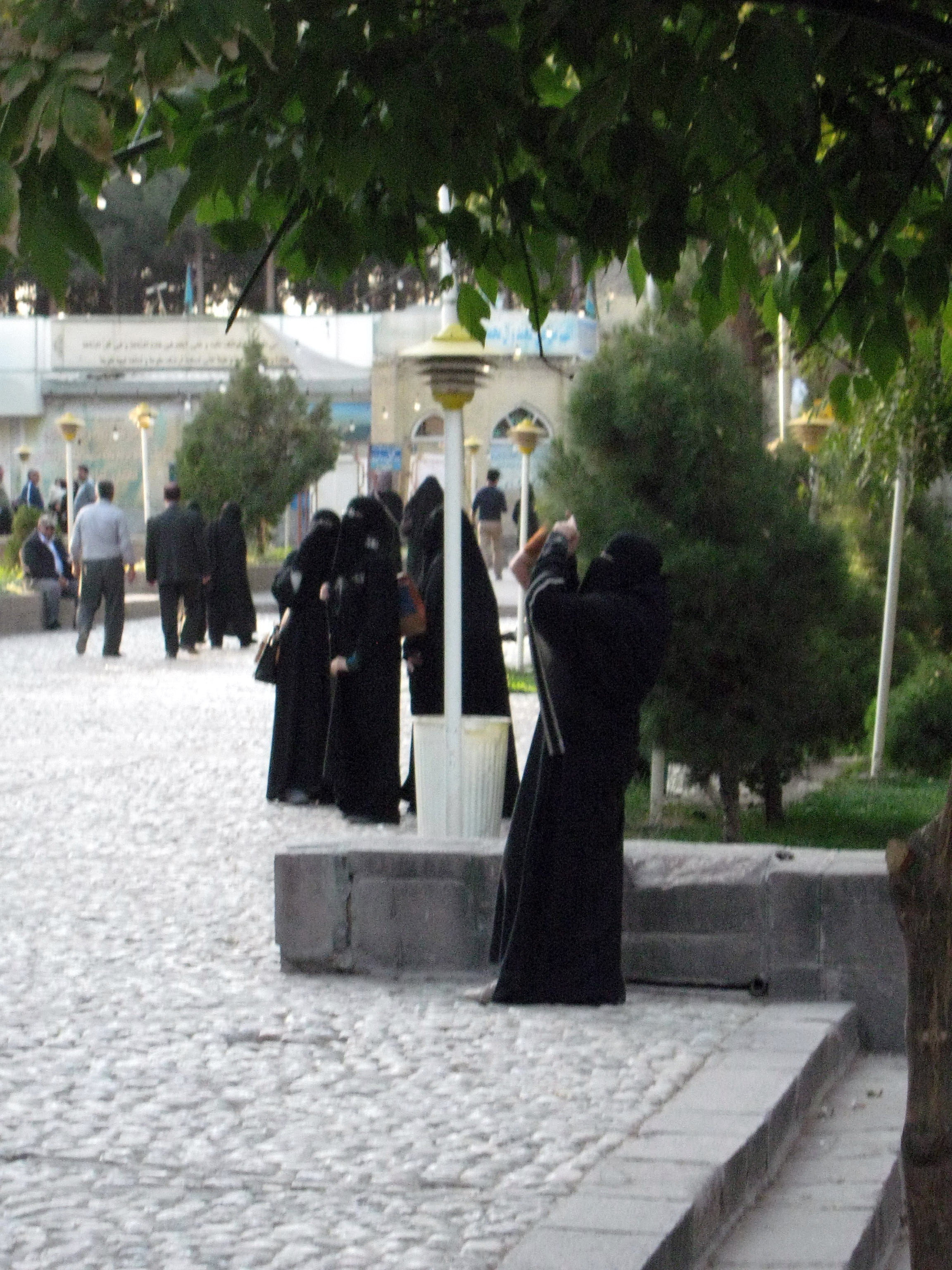
Saúdskoarabské ženy, oblečené v abáje, se fotografují před mešitou Mohameda al Mahruka
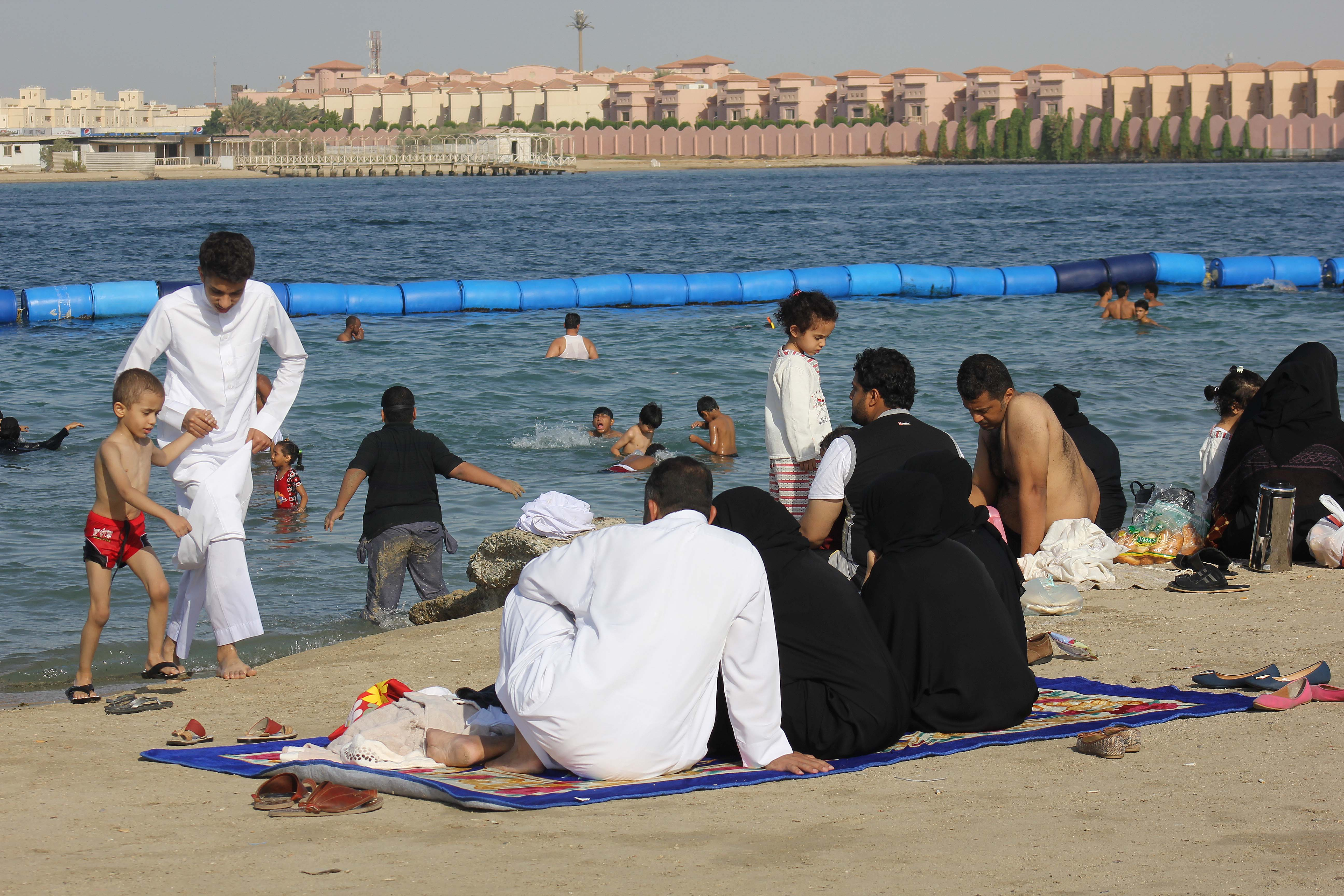
Rodiny na pláži u moře v Džiddě
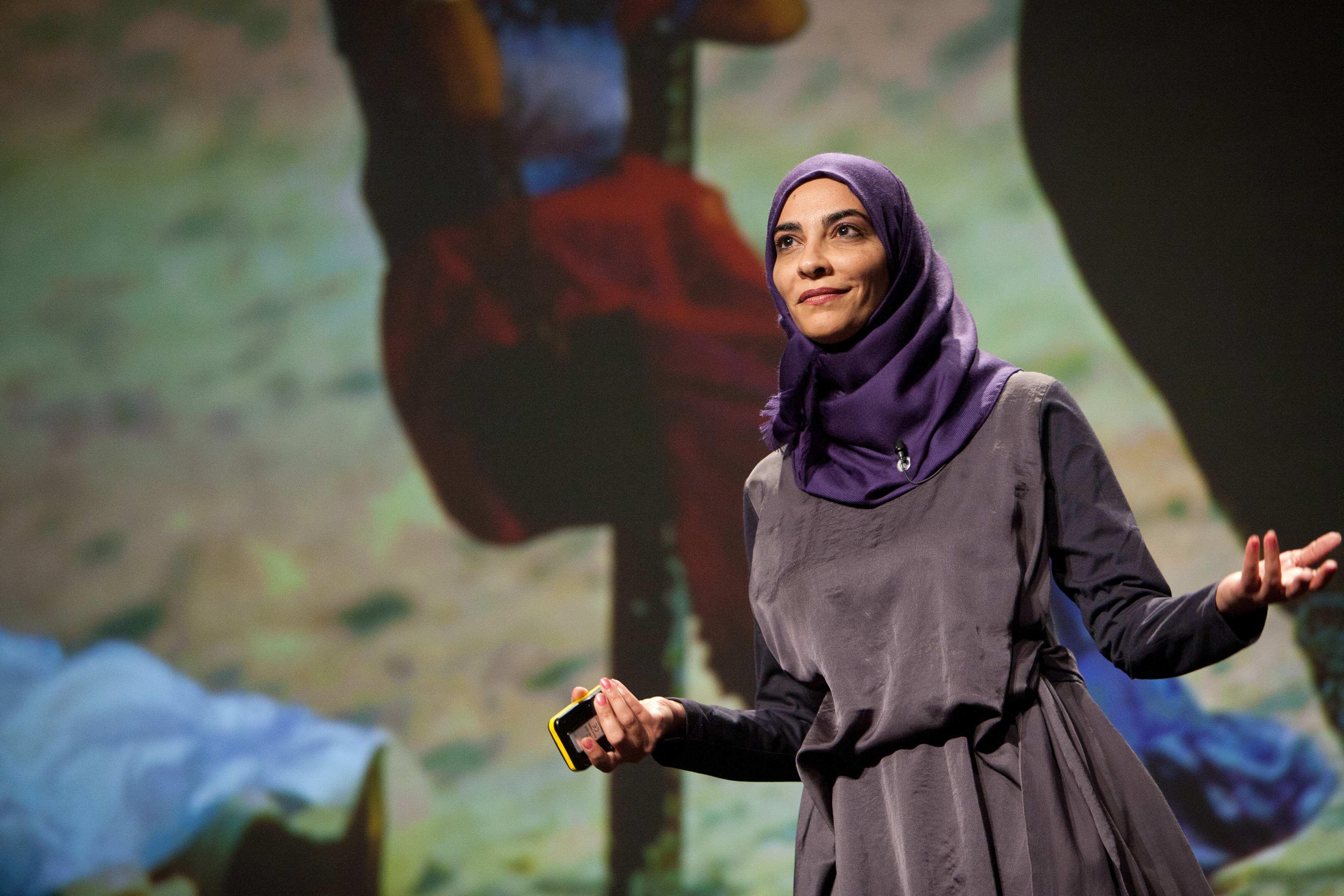
Saúdskoarabská vědkyně dr. Hayat Sindi dodržuje tradice i při pobytu na Západě